# Meszkucie
Meszkucie (lit. Meškuičiai) – miasteczko na Litwie, położone w okręgu szawelskim i w rejonie szawelskim. Liczy 1 218 mieszkańców (2001).
Znajduje się tu stacja kolejowa Meškuičiai, położona na linii Jełgawa - Szawle.